# Seznam korpusov ameriške državljanske vojne
Seznam ameriških korpusov ameriške državljanske vojne.

## Seznam
- seznam korpusov Zvezne vojske ZDA
- seznam korpusov Vojske Konfederacijskih držav